# Шурленци
Шурленци (мкд. Шурленци) су насеље у Северној Македонији, у јужном делу државе. Шурленци припадају општини Ресан.

## Географија
Насеље Шурленци је смештено у југозападном делу Северне Македоније. Од најближег већег града, Битоља, насеље је удаљено 45 km западно, а од општинског средишта 14 јужно.
Шурленци се налазе у области Горње Преспе, области око западне и северне обале Преспанског језера. Насеље је смештено на северозападној обали Преспанског језера. Западно од насеља се издиже планина Галичица, а источно се пружа пријезерско поље. Надморска висина насеља је приближно 860 метара.
Клима у насељу је планинска због знатне надморске висине.

## Становништво
Шурленци су према последњем попису из 2002. године имали 89 становника. 
Већину становништва чине етнички Македонци (99%).
Већинска вероисповест је православље.